# Île Thinic
Thinic est une petite île française, située sur la commune de Saint-Pierre-Quiberon, dans le département du Morbihan et la région Bretagne.

## Histoire
L'îlot de Thinic, du fait de vestiges archéologiques qu'il contient, fait l'objet d’un classement au titre des monuments historiques depuis le 3 mai 1927.